# G-oblak
 Ovo je glavno značenje pojma G-oblak. Za druga značenja pogledajte G-oblak Vlade Ujedinjenog Kraljevstva.
G-oblak (ili kompleks G-oblaka) je međuzvjezdani oblak smješten tik do Lokalnog međuzvjezdanog oblaka. Sunčev sustav zasad se kreće ka njemu. U ovom trenutku nije poznat je li Sunčev sustav smješten u Lokalnom međuzvjezdanom oblaku ili je u predjelu gdje međudjeluju dva oblaka. G-oblak sadrži zvijezde Alphu Centauri (trojni zvjezdani sustav u kojem su Proxima Centauri) u Altair (a moguće i ini).